# 543 Charlotte
Charlotte (asteroide 543) é um asteroide da cintura principal com um diâmetro de 34,37 quilómetros, a 2,5885479 UA. Possui uma excentricidade de 0,1538776 e um período orbital de 1 954,46 dias (5,35 anos).
Charlotte tem uma velocidade orbital média de 17,02869042 km/s e uma inclinação de 8,4709º.
Esse asteroide foi descoberto em 11 de Setembro de 1904 por Paul Götz.